# 渋谷純愛物語
『渋谷純愛物語』（しぶやじゅんあいものがたり）は、SPICY CHOCOLATEのオリジナルアルバム。 2014年10月22日にユニバーサルミュージックジャパンより発売された。

## 内容
SPICY CHOCOLATEの2014年第1弾配信シングルで、iTunes総合ソングウィークリーチャート1位を獲得した
「うれし涙feat. シェネル＆MACO」、第2弾配信シングルの「しあわせ feat. Ms.OOJA & SALU」を含む、『渋谷RAGGE SWEET COLLECTION』シリーズに続く新たなコラボレーションアルバム。先行シングル第3弾として配信された「I miss you feat. 清水翔太」もiTunes総合ソングウィークリーチャート1位を獲得している。
今迄のSPICY CHOCOLATEは恋愛を成就するというテーマでやってきたが、今回のアルバムでは失恋をテーマにしたとKATSUYUKI a.k.a DJ CONTROLERが述べている。
アルバムジャケットには、女優の小島藤子を起用、初回限定版と通常版、表裏のジャケット写真や歌詞カードの写真がそれぞれ異なる。

## 収録曲

### CD
1. I miss you feat. 清水翔太 (4:28)
作詞 : 清水翔太 / 作曲 : DJ CONTROLER、U.M.E.D.Y.、WolfJunk、清水翔太
2. うれし涙 feat. シェネル & MACO (5:09)
作詞 : シェネル、MACO、(日本語訳詞) Maki Sekine / 作曲 : DJ CONTROLER、U.M.E.D.Y.、WolfJunk
3. しあわせ feat. Ms.OOJA & SALU (4:30)
作詞 : Ms.OOJA、SALU / 作曲 : DJ CONTROLER、U.M.E.D.Y.、WolfJunk
4. ひとつだけの feat. TAK-Z & 當山みれい (3:48)
作詞 : TAK-Z、當山みれい / 作曲 : DJ CONTROLER、HIEDA、U.M.E.D.Y
5. それでも君が好き feat. JASMINE, SKY-HI & 寿君 (3:54)
作詞 : JASMINE、SKY-HI、寿君 / 作曲 : DJ CONTROLER、HIEDA、U.M.E.D.Y
6. ふたりの散歩道 (1:00)
作曲 : DJ CONTROLER、HIEDA、U.M.E.D.Y
7. 片思い feat. 山口リサ & TAKAFIN (3:57)
作詞 : 山口リサ、TAKAFIN / 作曲 : DJ CONTROLER、U.M.E.D.Y.、WolfJunk
8. Believe Me feat. NATURAL WEAPON & KIRA (5:12)
作詞 : NATURAL WEAPON、KIRA / 作曲 : DJ CONTROLER、HIEDA、U.M.E.D.Y.
9. ヤッホー feat. RYO the SKYWALKER (4:21)
作詞 : R.Yamaguchi / 作曲 : DJ CONTROLER、HIEDA、U.M.E.D.Y.
10. 約束 feat. BES & N.O.B.U!!! (5:36)
作詞 : BES、N.O.B.U!!! / 作曲 : DJ CONTROLER、U.M.E.D.Y.、WolfJunk
11. Love is the answer feat. MUNEHIRO & Miss Monday (4:48)
作詞 : MUNEHIRO、Miss Monday / 作曲 : DJ CONTROLER、HIEDA、U.M.E.D.Y.
12. カーテンコール (1:23)
作曲 : DJ CONTROLER、HIEDA、U.M.E.D.Y.

### DVD（初回限定盤のみ）
1. I miss you feat. 清水翔太 (Music Video)
小島藤子出演
2. しあわせ feat. Ms.OOJA & SALU (Music Video)
田中美保出演
3. うれし涙 feat. シェネル & MACO (Music Video)
今井華出演
4. ずっと feat. HAN-KUN & TEE (Music Video)
黒島結菜出演